# Mouctar Diakhaby
Mouctar Diakhaby (Vendôme, Francia, 19 de diciembre de 1996) es un  futbolista franco-guineano que juega en la demarcación de defensa en el Valencia C. F. de la Primera División de España.

## Trayectoria
Diakhaby comenzó su carrera en el Olympique de Lyon, con el que debutó en la Ligue 1 el 10 de septiembre de 2016, con apenas 19 años. Estuvo dos temporadas en el equipo francés, sin conseguir afianzarse con un puesto de titular en la defensa.
Desde la temporada 2018-19 es futbolista del Valencia C. F. de la Primera División de España.

## Selección nacional
Aunque fue internacional con Francia en categorías inferiores, en mayo de 2022 fue convocado por primera vez con la selección de Guinea. Debutó el 5 de junio en un encuentro de clasificación para la Copa Africana de Naciones de 2023 ante Egipto que perdieron por un gol a cero.

## Estadísticas

### Clubes
Actualizado al último partido disputado el 23 de mayo de 2025.
| Club                      | Div.          | Temporada     | Liga  | Liga  | Copas nacionales | Copas nacionales | Copas internacionales | Copas internacionales | Total | Total |
| Club                      | Div.          | Temporada     | Part. | Goles | Part.            | Goles            | Part.                 | Goles                 | Part. | Goles |
| ------------------------- | ------------- | ------------- | ----- | ----- | ---------------- | ---------------- | --------------------- | --------------------- | ----- | ----- |
| Olympique de Lyon Francia | 1.ª           | 2016-17       | 22    | 1     | 1                | 1                | 11                    | 3                     | 34    | 5     |
| Olympique de Lyon Francia | 1.ª           | 2017-18       | 12    | 1     | 4                | 0                | 5                     | 1                     | 21    | 2     |
| Olympique de Lyon Francia | Total club    | Total club    | 34    | 2     | 5                | 1                | 16                    | 4                     | 55    | 7     |
| Valencia C. F. · España   | 1.ª           | 2018-19       | 22    | 2     | 7                | 0                | 9                     | 1                     | 38    | 3     |
| Valencia C. F. · España   | 1.ª           | 2019-20       | 21    | 0     | 3                | 0                | 5                     | 0                     | 29    | 0     |
| Valencia C. F. · España   | 1.ª           | 2020-21       | 26    | 1     | 1                | 0                | ―                     | ―                     | 27    | 1     |
| Valencia C. F. · España   | 1.ª           | 2021-22       | 29    | 0     | 8                | 0                | ―                     | ―                     | 37    | 0     |
| Valencia C. F. · España   | 1.ª           | 2022-23       | 29    | 3     | 1                | 0                | ―                     | ―                     | 30    | 3     |
| Valencia C. F. · España   | 1.ª           | 2023-24       | 14    | 1     | 1                | 0                | ―                     | ―                     | 15    | 1     |
| Valencia C. F. · España   | 1.ª           | 2024-25       | 13    | 2     | 1                | 0                | ―                     | ―                     | 14    | 2     |
| Valencia C. F. · España   | Total club    | Total club    | 154   | 9     | 22               | 0                | 14                    | 1                     | 190   | 10    |
| Total carrera             | Total carrera | Total carrera | 188   | 11    | 27               | 1                | 30                    | 5                     | 245   | 17    |

## Palmarés

### Títulos nacionales
| Club           | Título       | País   | Año     |
| -------------- | ------------ | ------ | ------- |
| Valencia C. F. | Copa del Rey | España | 2018-19 |